# 세일럼 레드삭스
세일럼 레드삭스(Salem Red Sox)는 미국 버지니아주 세일럼를 연고지로 하는 마이너 리그 베이스볼 팀이다. 보스턴 레드삭스의 싱글 A 팜 팀이다. 2005년부터 2008년까지는 세일럼 아발란체(Salem Avalanche)라는 이름을 썼다. 1995년부터 2002년까지는 콜로라도 로키스, 2003년부터 20008년까지는 휴스턴 애스트로스의 팜 팀이었다.